# Norfolk Coast
Norfolk Coast је петнаести албум британског састава Стренглерс објављен фебруара 2004. године. 